# 콜론나 (라치오주)
콜론나(이탈리아어: Colonna)는 이탈리아 라치오주 로마현에 위치한 코무네다. 로마로부터 남동쪽 20km 거리에 있다.

## 문화
7월 첫째 일요일에는 당나귀들의 팔리오(이탈리아어: Palio degli Asini)가 열린다. 마을의 7개 구역은 중세 의상을 입고 당나귀를 타고 경쟁한다.
옛 기차역에는 빈티지 철도 차량, 역 역사 사진 모음, 재건축된 역장 사무실을 갖춘 박물관이 있다.

## 교통
이 공동체는 비아 카실리나(Via Casilina)를 통해 로마와 이탈리아 남부와 연결되어 있다. 또한 로마-카시노 철도에 역이 있다.